# Ascophyllum nodosum
L'Ascophyllum nodosum è un'alga bruna della famiglia delle Fucaceae, unica specie del genere Ascophyllum. È un'alga che prolifera sulle coste dell'oceano Atlantico conosciuta anche come “Alga Norvegese” per la sua enorme diffusione in quest'area. È inoltre presente sulle coste dell'Europa nord occidentale, nell'Est della Groenlandia e sulle coste orientali del Nord America.
L'Ascophyllum nodosum è un'alga molto famosa nella comunità scientifica: si tratta di una delle alghe meglio conosciute poiché è stata oggetto di notevoli attività di ricerca sulle sue possibili applicazioni.

## Descrizione
L'Ascophyllum nodosum ha lunghe fronde con vesciche vuote distribuite ad intervalli regolari. Le fronde possono raggiungere i 2 metri di lunghezza e sono collegate da un peduncolo alle rocce e ai massi della costa. Le fronde sono di color verde-oliva/marrone e di forma un po' schiacciata ma senza nervatura centrale. 
Ha la storia genetica di una pianta diploide e gamete. I gameti sono prodotti in concettacoli incorporati in ricettacoli giallastri presenti sui rami corti

## Varietà e forme
Sono state individuate numerose varietà e forme di Ascophyllum nodosum.
L'Ascophyllum nodosum var.minor è stato descritto da Larne Lough e osservato in Irlanda del Nord. . 

## Ecologia
L'Ascophyllum nodosum cresce più frequentemente nelle zone litorali più protette dove può diventare la specie dominante nell'intera zona litorale. 
La specie può trovarsi in una ampia serie di habitat costieri: da estuari riparati a coste moderatamente esposte; spesso domina la zona intertidale (sebbene altre popolazioni di alghe siano note per la proliferazione nella zona subtidale in acque trasparenti).
L'Ascophyllum nodosum cresce molto lentamente, (0.5% al giorno) ma vive a lungo (fino a 10-15 anni); impiega circa 5 anni dalla nascita prima di diventare fertile. In ragione della diversità delle sue parti l'età dell'Ascophyllum nodosum può essere determinata solo osservando i germogli.
La distribuzione dell'Ascophyllum nodosum è tanto intesa da poter trovare fino a circa 40 kg di alga fresca per metro quadrato. Quest'alga può crescere in sovrapposizione al Fucus vescicolosus e al Fucus serratus. La sua proliferazione è limitata dai livelli di salinità, dall'esposizione alle forti onde oceaniche, dalla temperatura, dalla disidratazione e dalle condizioni che possono generare stress. Queste ed altre caratteristiche delle alghe sono riassunte nei contributi. 

## Distribuzione
La presenza dell'Ascophyllum nodosum è registrata in Europa (Isole Faroe, Norvegia, Irlanda, Gran Bretagna e Isola di Man, Paesi Bassi) in Nord America: Baia di Fundy, Nuova Scozia, Isola di Baffin, stretto di Hudson, Labrador e Terranova.
La sua presenza è stata registrata accidentalmente a San Francisco, in California dove è stata sradicata come specie invasiva. 

## Usi
L'Ascophyllum nodosum è raccolto per l'uso negli alginati, nei fertilizzanti, per la produzione di farine per l'alimentazione animale nonché per la produzione di particolari ingredienti per il consumo umano. L'estratto di Ascophyllum è da tempo usato come fertilizzante organico in molte varietà di coltivazioni per la combinazione sia di macroelementi (N, P, K, Ca, Mg, S) sia di microelementi (Mn, Cu, Fe, Zn, etc).